# بروخهاوزن-فیلزن
بروخهاوزن-فیلزن (به آلمانی: Bruchhausen-Vilsen) یک منطقهٔ مسکونی در آلمان است که در دیفولتس واقع شده‌است. بروخهاوزن-فیلزن ۶٬۰۲۳ نفر جمعیت دارد.